# Nejc Mevlja
Nejc Mevlja (Lubiana, 12 giugno 1990) è un calciatore sloveno, difensore del Corno.

## Biografia
È il fratello gemello di Miha Mevlja, anch'egli calciatore.

## Carriera

### Nazionale
Dal 2010 al 2011 ha giocato 10 partite con la nazionale Under-21 slovena.

## Palmarès

### Club

#### Competizioni nazionali
- Campionato sloveno: 1

Maribor: 2012-2013
- Coppa di Slovenia: 1

Maribor: 2012-2013